# 興国寺藩
興国寺藩（こうこくじはん）は、駿河国興国寺城（現在の静岡県沼津市根古屋）に存在した藩。居城は興国寺城。

## 概要
興国寺は北条早雲が今川氏の食客であった時代、その居城であった。駿河国にとっては箱根の出口というべき位置にあり、関東を押さえるための重要な地域であった。その後、今川氏の衰退により後北条氏、武田氏などが支配し、天正10年（1582年）に武田氏が滅亡すると、徳川家康の支配下に入った。徳川支配下では家臣の牧野康成、松平清宗、天野康景が入っている。
後北条氏滅亡後、家康が関東に移ると、豊臣家三中老の中村一氏が駿府城主として駿河14万5000石を領し、興国寺城には家臣の河毛宗左衛門が入った。慶長5年（1600年）、関ヶ原の戦い直前に一氏は死去し、跡を子の中村一忠が継いだ。一忠は東軍に与して戦功を挙げたため、戦後に伯耆米子17万5000石に移封され、代わって徳川家の家臣・天野康景が1万石で入った。
康景は本多重次や高力清長らと並んで岡崎三奉行と称され、家康初期からその覇業を支えた。康景は藩政においては治水工事、農政などに尽力した。しかし慶長12年（1607年）、藩の軽卒が農民を殺害したことから、代官が幕府に訴え出た。これは藩の建築用木材を農民が奪おうとしたため、藩の軽卒が農民を殺したといわれている。本多正信は康景に対して犯人引渡しを要求したが、康景は拒否したために改易され、相模国小田原藩の西念寺に蟄居に処せられた。
その後、天野家は旗本として存続した。

## 歴代藩主
天野家
1万石。譜代。
1. 康景